# أشيل كامبيون
أشيل كامبيون (بالفرنسية: Achille Campion)‏ هو لاعب كرة قدم فرنسي، ولد في 10 مارس 1990 في لوفالوا-بيري في فرنسا. لعب مع بورت فايل ونادي توركي يونايتد.

## وصلات خارجية
- أشيل كامبيون على موقع الدوري الأمريكي (الإنجليزية)
- أشيل كامبيون على موقع قاعدة بيانات كرة القدم.إي يو (الإنجليزية)
- أشيل كامبيون على موقع Soccerbase.com (لاعب) (الإنجليزية)
- أشيل كامبيون على موقع Soccerway.com (الإنجليزية)